# Пискляченко, Софья Ефимовна
Софья Ефимовна Пискляченко (10 января 1931 год, деревня Ледешня, Климовичский район, Могилёвская область) — главный агроном, председатель колхоза «1 Мая» Мстиславского района Могилёвской области, Белорусская ССР. Герой Социалистического Труда (1971). Депутат Верховного Совета Белорусской ССР.

## Биография
Родилась в 1931 году в крестьянской семье в деревне Ледешня. В 1951 году окончила среднюю школу и поступила на учёбу в Белорусскую сельскохозяйственную академию, которую окончила в 1956 году. С 1958 года — главный агроном колхоза «1 мая» Мстиславского района.
Использовала передовые агрономические методы, новые сорта зерновых и технических культур и построила систему мелиорации на запущенных полях, в результате чего значительно возрос урожай зерновых и продуктивность животноводства. Первая в районе внедрила выращивание кукурузы. По её инициативе колхоз ввёл бригадный хозрасчёт. Указом Президиума Верховного Совета СССР от 8 апреля 1971 года за выдающиеся успехи, достигнутые в развитии сельскохозяйственного производства и выполнении пятилетнего плана продажи государству продуктов земледелия и животноводства удостоена звания Героя Социалистического Труда с вручением ордена Ленина и золотой медали «Серп и Молот».
В 1974 году избрана председателем колхоза «1 мая» Мстиславского района и с 1979 года — служащая Инспекции по закупке и качеству сельскохозяйственной продукции по Могилевской области.
Избиралась депутатом Верховного Совета Белорусской ССР (1975—1980).
В 1990 году переехала в Петродворец.

## Награды
- Орден Ленина
- Орден Октябрьской Революции (27.12.1976)
- Орден Трудового Красного Знамени (30.04.1966)